# Vulpia brevis
Vulpia brevis là một loài thực vật có hoa trong họ Hòa thảo. Loài này được Boiss. & Kotschy miêu tả khoa học đầu tiên năm 1859.